# Belize
Belize (på spansk normalt Belice) er en suveræn stat i Mellemamerika. Belize ligger ved det Caribiske Hav med grænser til Mexico mod nordvest og Guatemala mod vest og syd. Mod øst over den Honduranske Golf ligger Honduras i en afstand af 75 km, hvor landene er tættest hinanden.
Belize har et areal på 22.966 km² og har 411.106(2023) indbyggere. Belize er det eneste engelsktalende land i Centralamerika, og landet var tidligere kendt som Britisk Honduras. Dets nuværende navn stammer fra Belize City og Belize-floden. Belize City er landets eneste større by, og har desuden landets vigtigste havn og er dets tidligere hovedstad. Den nuværende hovedstad hedder Belmopan.
Belize er et konstitutionelt monarki med Charles 3. som konge og statsoverhovede. Han repræsenteres i det daglige af en generalguvernør, mens Belizes premierminister er regeringsleder.
I det Caribiske Hav ud for Belize ligger Belize barriererev, verdens andenstørste koralrev. Som en anden seværdighed kan nævnes grotten Actun Tunichil Muknal.
Belize er hjemsted for et af de få jaguarreservater i verden og utallige mayaruiner, hvor den mest kendte er Altun Ha. Mange af ruinerne er endnu ikke blevet udgravet.

## Naturgeografi
Det nordlige Belize består meste af flade sumpartige kystområder, nogen steder overgået af regnskov. I den sydlige del ligger de lave bjergkæder Mayabjergene, hvor Belizes højeste punkt, Doyle's Delight på 1.124 meter over havet, ligger.
Belize ligger mellem floderne Hondo og Sarstoon, med floden Belize som løber midt igennem landet. Udenfor kysten ligger der en hel del koralrev.
Klimaet er tropisk og er generelt vældig varmt og fugtig. Regntiden varer fra maj til november med hyppige naturkatastrofer som orkaner og oversvømmelser.

## Demografi

### Sprog
Engelsk er det eneste officielle sprog i Belize, eftersom det er en tidligere britisk koloni. Det er imidlertid kun modersmål for en lille del af befolkningen. De fleste af indbyggerne bruger i stedet belizisk kreol (eller kriol), som er et kreolsprog baseret på engelsk. Spansk er det sprog, som de fleste har som modersmål i Belize, omkring halvdelen af befolkningen. Der snakkes også flere mayiske sprog. Omkring 80 % af indbyggerne kan læse og skrive.
| Sprog             | Modersmål | Procent | Brugere af sproget | Procent |
| ----------------- | --------- | ------- | ------------------ | ------- |
| Mandarin          | 1 607     | (0,8%)  | 1 529              | (0,7%)  |
| Kriol             | 67 527    | (32,9%) | 75 822             | (37,0%) |
| Engelsk           | 7 946     | (3,9%)  | 11 551             | (5,6%)  |
| Garifuna          | 6 929     | (3,4%)  | 4 071              | (2,0%)  |
| Hindi             | 280       | (0,1%)  | 193                | (0,1%)  |
| Ketchi (maya)     | 10 142    | (4,9%)  | 9 314              | (4,5%)  |
| Mopan (maya)      | 6 909     | (3,4%)  | 6 093              | (3,0%)  |
| Spansk            | 94 422    | (46,0%) | 88 121             | (43,0%) |
| Tysk              | 6 783     | (3,3%)  | 6 624              | (3,2%)  |
| Yucatekisk maya   | 1 176     | (0,6%)  | 613                | (0,3%)  |
| Andre / ubesvaret | 1 402     | (0,7%)  | 1 192              | (0,6%)  |

## Administrativ inddeling
Belize er inddelt i 6 distrikter, der består af 31 mindre enheder, constituencies (dansk: ~ valgkredse).
| Distrikt    | Administrativt center | Areal (km²) | Indbyggertal 2010 | Kort |
| ----------- | --------------------- | ----------- | ----------------- | ---- |
| Belize      | Belize City           | 4 204       | 89 247            |      |
| Cayo        | San Ignacio           | 5 338       | 72 899            |      |
| Corozal     | Corozal Town          | 1 860       | 40 354            |      |
| Orange Walk | Orange Walk Town      | 4 737       | 45 419            |      |
| Stann Creek | Dangriga              | 2 176       | 32 166            |      |
| Toledo      | Punta Gorda           | 4 649       | 30 538            |      |
| Totalt      | Belmopan              | 22 964      | 312 698           |      |